# ویرجیل میلر
ویرجیل میلر (انگلیسی: Virgil Miller; زاده ۲۰ دسامبر ۱۸۸۶ – درگذشته ۵ اکتبر ۱۹۷۴) فیلم‌بردار اهل ایالات متحده آمریکا بود.

## فیلم‌شناسی
- شبح اپرا
- تماس با دکتر دث
- گوژپشت نتردام
- مروارید مرگ
- شرلوک هولمز و خانه وحشت
- زن عجیب و غریب
- زن سبزپوش
- دام
- دست‌تنها
- شلیک نکن
- کالیفرنیا درست روبه‌رو